# Eparchaische Diskordanz
Koordinaten: 13° 39′ 10″ N, 79° 21′ 0″ O
Die Eparchaische Diskordanz ist eine bedeutende Diskordanz in den Tirumala Hills im indischen Bundesstaat Andhra Pradesh. Sie gehört seit dem Jahr 2001 zu den nationalen geologischen Denkmälern Indiens.

## Geographische Lage und Zugang

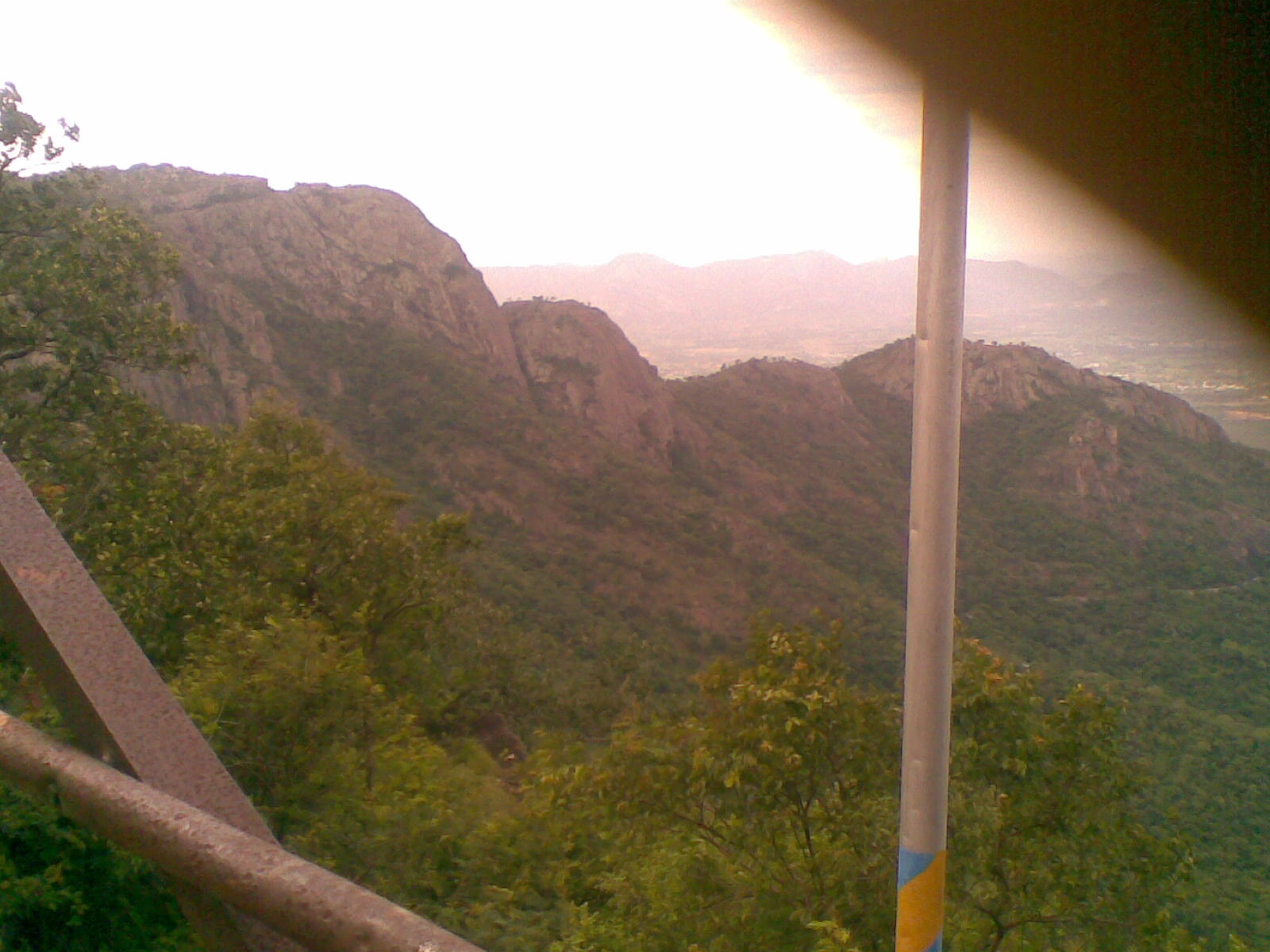
Blick nach Südost entlang der Eparchaischen Diskordanz in Richtung Tirupati

Das geologische Denkmal (Stätte 2 in der Systematik des Geological Survey of India) folgt der Süd- und Westbegrenzung der Tirumala Hills und verläuft oberhalb der neuen Zugangsstraße von Tirupati nach Tirumala. Entlang der Straße liegt es 10 Kilometer nordwestlich von Tirupati am Kilometer 12 der Tirupati-Tirumala Ghat Road. Die Tirumala Hills brechen hier entlang einer Felswand zum Becken von Tirupati hin ab. Die Eparchaische Diskordanz liegt unterhalb der Felswand, wird aber meistens von Hangschutt, Abbruchmassen und dichter Vegetation verdeckt. Die Tirumala Hills erreichen Höhen um die 900 Meter, wohingegen das Becken sich auf 150 Meter Meerhöhe befindet.
Das oberhalb des Denkmals gelegene Tirumala ist eine Pilgerstätte und durch den Venkateswara-Tempel berühmt geworden.
Tirupati am Fuße der Tirumala Hills ist sowohl per Schiene als auch mit öffentlichen Bussen Andhra Pradeshs zu erreichen. Nächster Flughafen ist das etwa 15 Kilometer entfernte Renigunta mit Flugverbindungen nach Chennai, Hyderabad und Bangalore.

## Geologie

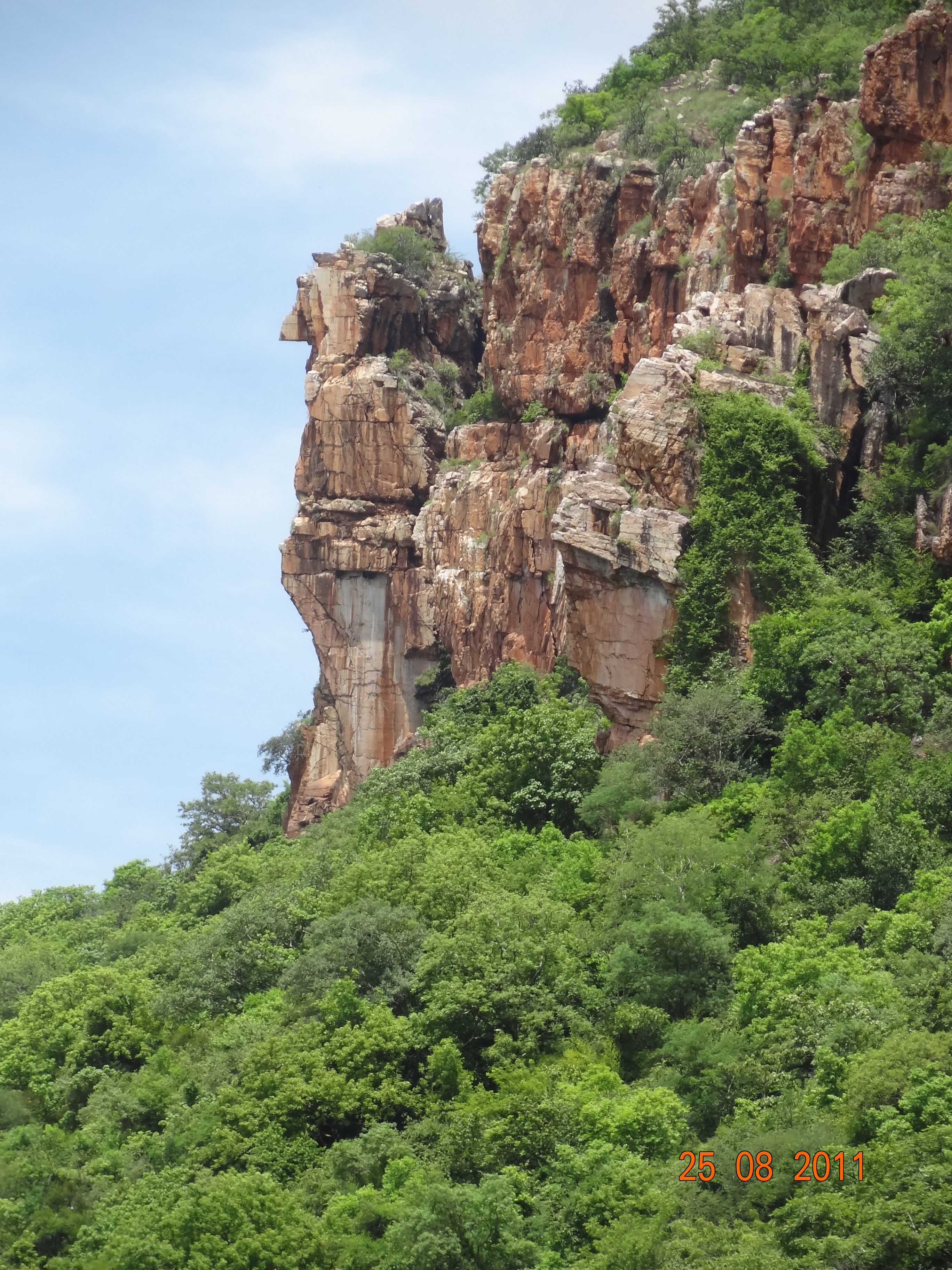
Die Garuda-Felswand bei Tirumala. Die Diskordanz verläuft an der Basis der Felsmauer.

Die Eparchaische Diskordanz repräsentiert einen bedeutenden zeitlichen Bruch in der Erdgeschichte Indiens. Sie folgt dem gesamten Westrand des Cuddapah-Beckens, wobei das Alter der auflagernden Deckschichten großen zeitlichen Schwankungen unterworfen sein kann. Am Denkmal selbst haben sich auf das archaische Grundgebirge des östlichen Dharwar-Kratons – dem Peninsular Gneissic Complex (PGC) bestehend aus Gneisen, Graniten und Doleritgängen – diskordant die rund 1600 Millionen Jahre alten Nagari-Quarzite (auch Bairenkonda-Quarzite oder Cuddapah-Quarzite) gelegt. Diese Quarzite gehören zur proterozoischen Cudappah-Supergruppe im Cudappah-Becken, einer vorwiegend 5.000 bis 6.000 Meter mächtigen sedimentären Abfolge aus Quarziten, Sandsteinen, Schiefertonen und Kalken. Die Gesamtmächtigkeit im Becken kann aber bis auf 12.000 Meter anschwellen und auch Magmatite in Form von Gängen, Lagergängen und Lavaströmen enthalten. Innerhalb der Cuddapah-Supergruppe bilden die Nagari-Quarzite die unterste Formation der rund 1200 Meter mächtigen Nallamalai-Gruppe im Nallamalai-Faltengürtel, einem Teilbereich des Cuddapah-Beckens. Die Nallamalai-Gruppe wird dann ihrerseits noch von der 500 Meter mächtigen Kurnool-Gruppe überlagert, die den stratigraphischen Abschluss im Becken bildet.
Die plateauartigen Tirumala Hills bilden den äußersten Südostrand des hornförmigen, zu den Purana-Becken gehörenden Cuddapah-Beckens; ihre Sedimentmächtigkeit ist gegenüber dem restlichen Becken jedoch aufgrund der Randlage stark eingeschränkt.

## Alter
Das archaische Alter des Peninsular Gneissic Complex beruht auf seiner letzten granitischen Intrusionsphase durch den Closepet-Granit, der mit 2530 bis 2510 Millionen Jahren BP datiert wurde. Generell wird dem PGC jedoch ein Alter von 3300 bis 2700 Millionen Jahren zugesprochen (Paläoarchaikum bis Neoarchaikum). Für den Nagari-Quarzit liegen keine Altersbestimmungen vor, sein Alter kann daher ebenfalls nur indirekt abgeschätzt werden. Dies geschieht durch die Intrusion des 1584 Millionen Jahren BP alten Vellaturu-Granit des Calymmiums am Ostrand des Nallamalai-Faltengürtels. Da die Granitintrusion in die obersten Lagen der Nallamalai-Gruppe erfolgte, kann für den Nagari-Quarzit ein Alter um 1600 Millionen Jahren BP angenommen werden, d. h. der Quarzit wurde an der Wende Paläoproterozoikum/Mesoproterozoikum abgelagert. Die Eparchaische Diskordanz repräsentiert somit in den Tirumala Hills einen Hiatus von rund 900 Millionen Jahren.

## Bildergalerie

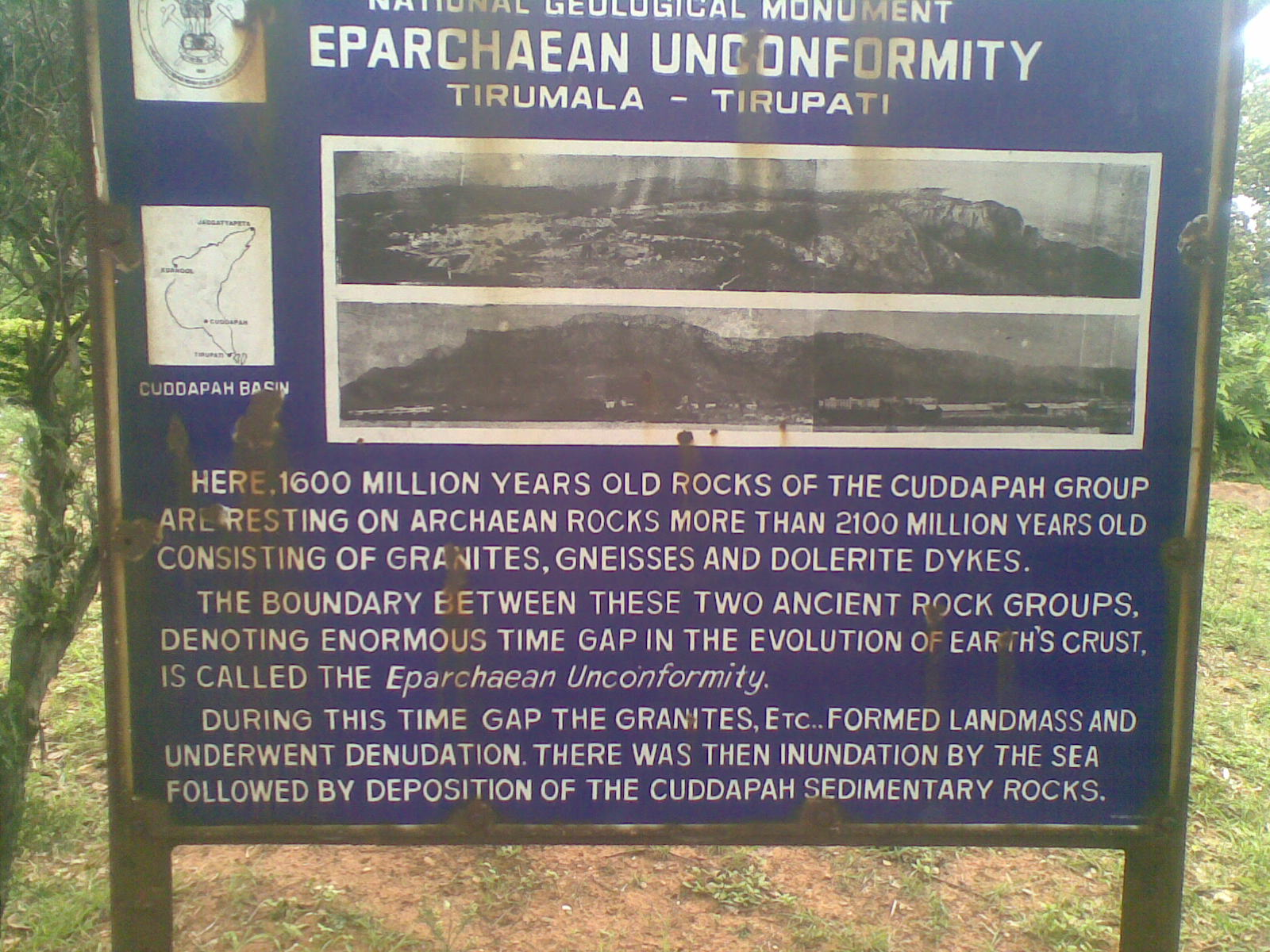
Hinweistafel auf die Eparchaische Diskordanz
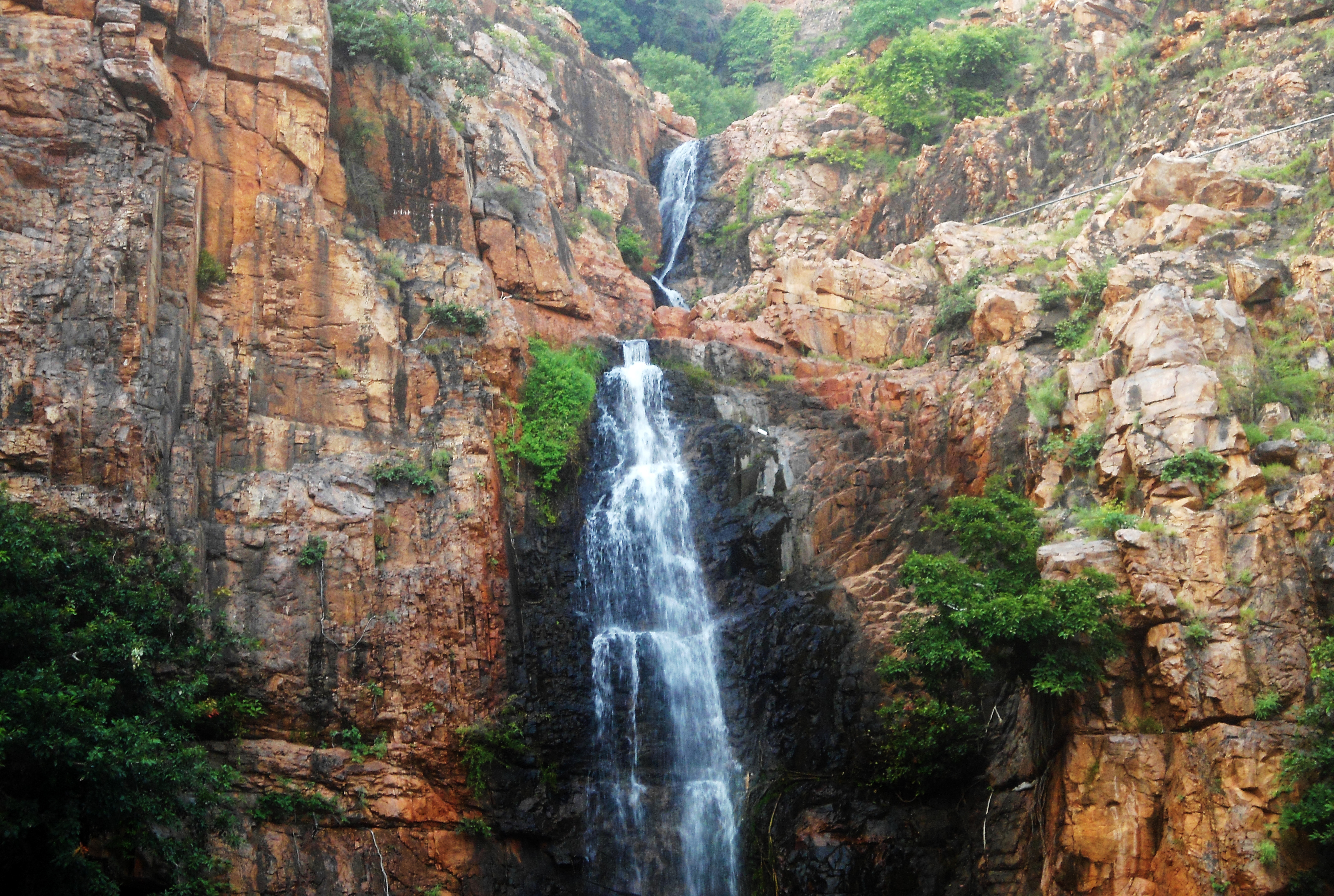
Wasserfall im Nagari-Quarzit bei Kapilatheertham
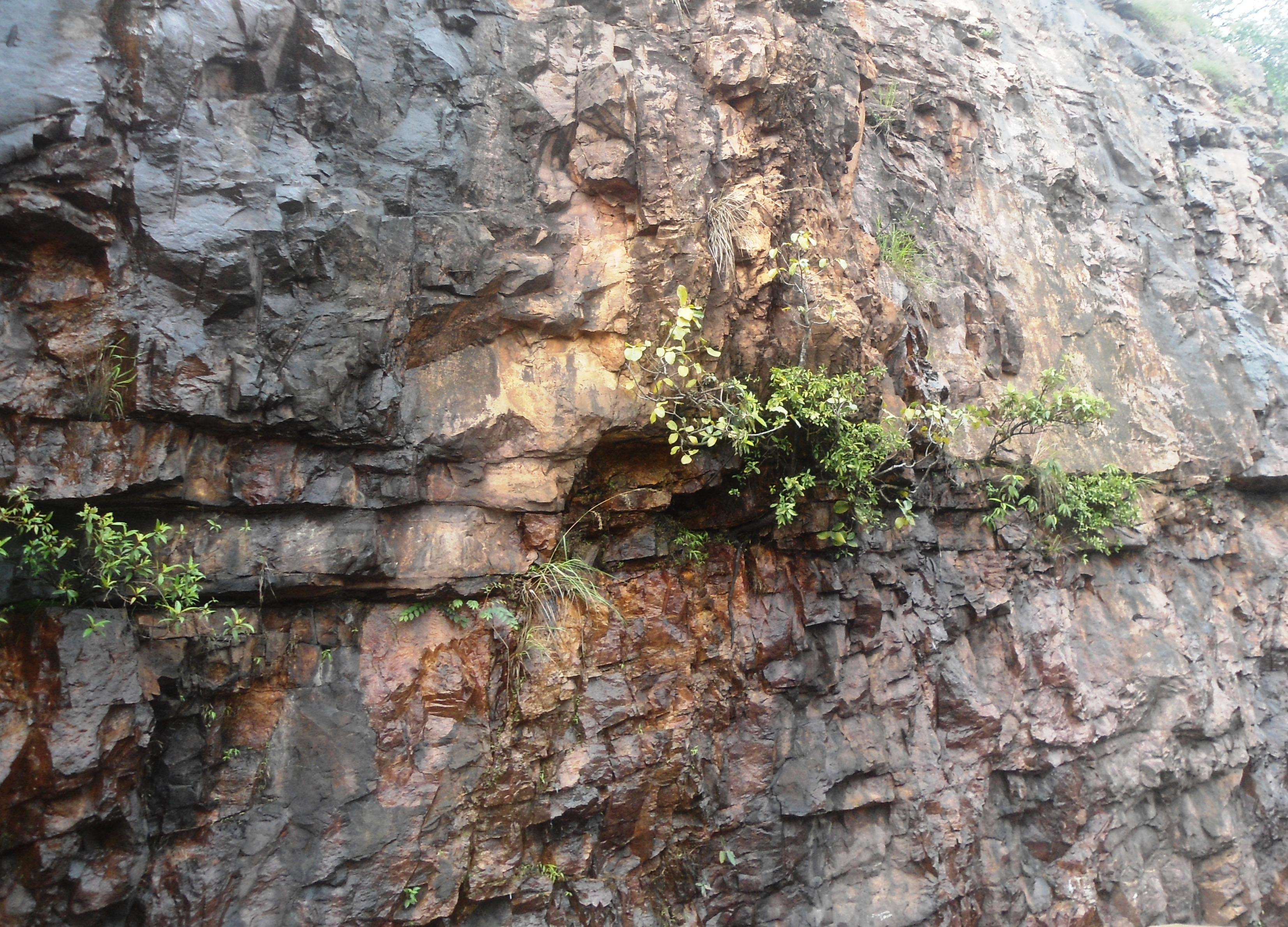
Detailaufnahme des Nagari-Quarzits
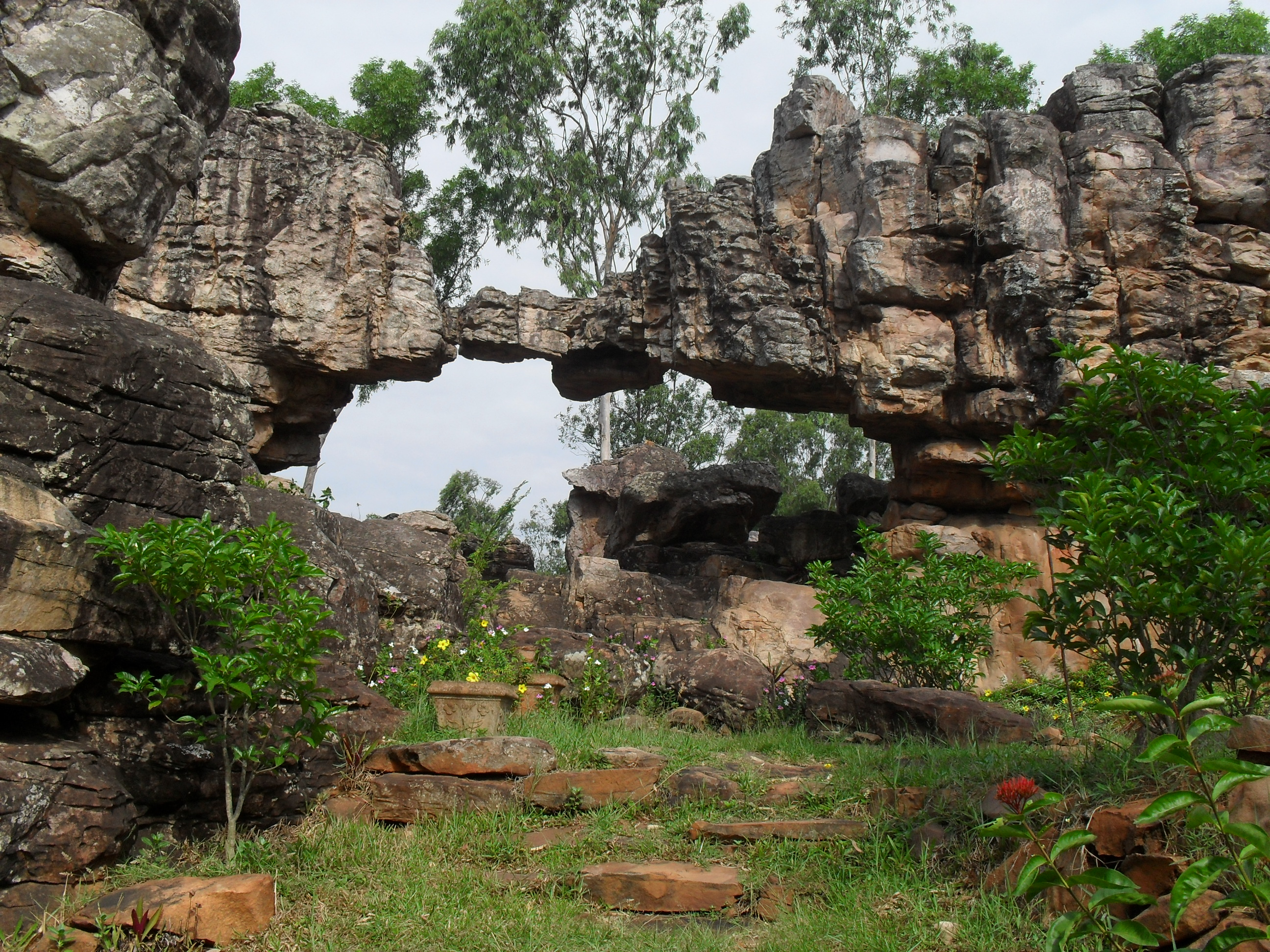
Felsbogen Silathoranam aus Nagari-Quarzit in den Tirumala Hills